# Heart Made Up On You
Heart Made Up On You es el tercer EP de la banda estadounidense de pop rock R5. Fue lanzado el 22 de julio de 2014.

## Antecedentes
La banda confirmó la canción "Heart Made Up On You" como el primer sencillo extraído de su próximo extended play, con el mismo título, programado para ser lanzado el 22 de julio de 2014 a través de Hollywood Records. El EP "Heart Made Up On You" sirve como el primer contacto con el segundo álbum de estudio que la banda está preparando.

## Lista de canciones
| Standard |                         |          |  |
| N.º      | Título                  | Duración |  |
| 1.       | «Heart Made Up On You»  | 3:00     |  |
| 2.       | «Things Are Looking Up» | 3:05     |  |
| 3.       | «Easy Love»             | 3:54     |  |
| 4.       | «Stay With Me»          | 3:21     |  |
| 13:20    |                         |          |  |